# Райкин, Константин Аркадьевич
Константи́н Арка́дьевич Ра́йкин (род. 8 июля 1950, Ленинград, СССР) — советский и российский актёр театра и кино, театральный педагог и режиссёр, танцор, профессор; народный артист Российской Федерации (1992), лауреат двух Государственных премий Российской Федерации (1995, 2002). С 1988 года — художественный руководитель Российского государственного театра «Сатирикон» имени Аркадия Райкина.

## Биография

### Ранние годы
Константин Райкин родился 8 июля 1950 года в Ленинграде в еврейской семье. Отец — Аркадий Райкин (1911—1987), артист эстрады, театра и кино. Герой Социалистического Труда (1981), народный артист СССР (1968), лауреат Ленинской премии (1980). Мать — Руфь Марковна Райкина-Иоффе (1915—1989), актриса. Сестра — Екатерина Райкина (род. 1938), актриса, заслуженная артистка РСФСР (1976). Двоюродный дед — Абрам Иоффе (1880—1960) — советский физик, академик, вице-президент АН СССР (1942—1945), основатель ФТИ РАН, двоюродный дядя Руфи Марковны Райкиной-Иоффе.
В 1967 году окончил физико-математическую школу-интернат № 45 при Ленинградском государственном университете (ЛГУ).
В своём дневнике от 29 января 1968 года Корней Чуковский записал:

В гостях у меня был гений: Костя Райкин. Когда я расстался с ним, он был мальчуганом, играл вместе с Костей Смирновым в сыщики, а теперь это феноменально стройный, изящный юноша с необыкновенно вдумчивым, выразительным лицом, занят — мимикой, создаёт этюды своим телом: «Я, ветер и зонтик», «Индеец и ягуар», «На Арбате», «В автобусе». Удивительная наблюдательность, каждый дюйм его гибкого, прелестного, сильного тела подчинён тому или иному замыслу — жаль, не было музыки — я сидел очарованный, чувствовал, что в комнате у меня драгоценность. При нём невозможны никакие пошлости, он поднимает в доме духовную атмосферу — и глядя на его движения, я впервые (пора!) понял, насколько красивее, ладнее, умнее тело юноши, чем тело девицы.
— Дневник К. И. Чуковского
В 1971 году окончил Высшее театральное училище имени Б. В. Щукина в Москве (художественный руководитель курса — Юрий Васильевич Катин-Ярцев).

### Карьера
В кино Константин Райкин дебютировал в 1969 году в небольшой эпизодической роли в кинокомедии для подростков «Завтра, третьего апреля…» режиссёра Игоря Масленникова.
В 1971 году был приглашён Галиной Борисовной Волчек в труппу Московского театра «Современник», на сцене которого играл десять лет.
За это время Константин Райкин сыграл в театре 38 ролей, из них 15 главных в спектаклях: «Валентин и Валентина» М. Рощина, «И пойду… и пойду…» по Ф. Достоевскому (режиссёр В. Фокин), «Монумент» Э. Ветемаа (режиссёр В. Фокин), «Балалайкин и К» по Салтыкову-Щедрину (режиссёр Г. Товстоногов), «Двенадцатая ночь» У. Шекспира (режиссёр П. Джеймс) и другие.
Широкую известность Райкину принесли роли в фильмах «Много шума из ничего» (1973) и «Свой среди чужих, чужой среди своих» (1974). Причём во время съёмок второго все трюки актёр выполнял сам, без дублёра.
В 1981 году перешёл в Ленинградский театр миниатюр под руководством Аркадия Райкина. В 1982 году театр переехал в Москву, и отец стал руководителем Государственного театра миниатюр, а с 1987 года — Московского театра «Сатирикон». В этот период Константин Райкин вместе с отцом играл в спектаклях «Его Величество Театр» и «Мир дому твоему».
В 1985 году состоялась премьера авторской сольной программы Константина Райкина «Давай, артист!», где он в одном лице предстал перед зрителями как конферансье, актёр, певец, собеседник, чтец-декламатор и танцор. С этой программой Райкин выступил на сотнях площадок по всему СССР. Программа принесла Райкину всесоюзную популярность. Первым в СССР Райкин начал исполнять со сцены перед широкой публикой стихи Осипа Мандельштама в их неподцензурной редакции.
Большой зрительский успех сопутствовал К. Райкину после главной роли в музыкальной ленте режиссёра В. Воробьёва «Труффальдино из Бергамо» (1976). В другом музыкальном фильме — «Остров погибших кораблей», снятом Е. Гинзбургом и Р. Мамедовым в 1987 году, он также сыграл одну из главных ролей (Шолом-Трепач). В 1988 году — роль Соланж в спектакле «Служанки» (пьеса Жана Жене, режиссёр Роман Виктюк). Драматический дар Константина Райкина и его мастерство перевоплощения ярко проявились в картине «Тень, или Может быть, всё обойдётся» (1990), поставленной М. Козаковым по пьесе Евгения Шварца, где актёр исполнил две роли — Учёного и его Тени.
В 1985 году Константину Райкину было присвоено почётное звание «Заслуженный артист РСФСР».
С 1988 года Константин Райкин является художественным руководителем Российского государственного театра «Сатирикон» имени Аркадия Райкина в Москве.
8 декабря 1992 года Константину Райкину было присвоено почётное звание «Народный артист Российской Федерации».
В 2001 году Константин Райкин начал преподавательскую деятельность, став руководителем курса на актёрском факультете Школы-студии (института) МХАТ имени Вл. И. Немировича-Данченко при МХТ имени А. П. Чехова. За это время воспитал в этом институте три поколения молодых артистов, выпустив три актёрских курса — в 2005, 2009 и 2013 годах.
В 2002 году сыграл Эркюля Пуаро в мини-сериале «Неудача Пуаро» режиссёра Сергея Урсуляка.

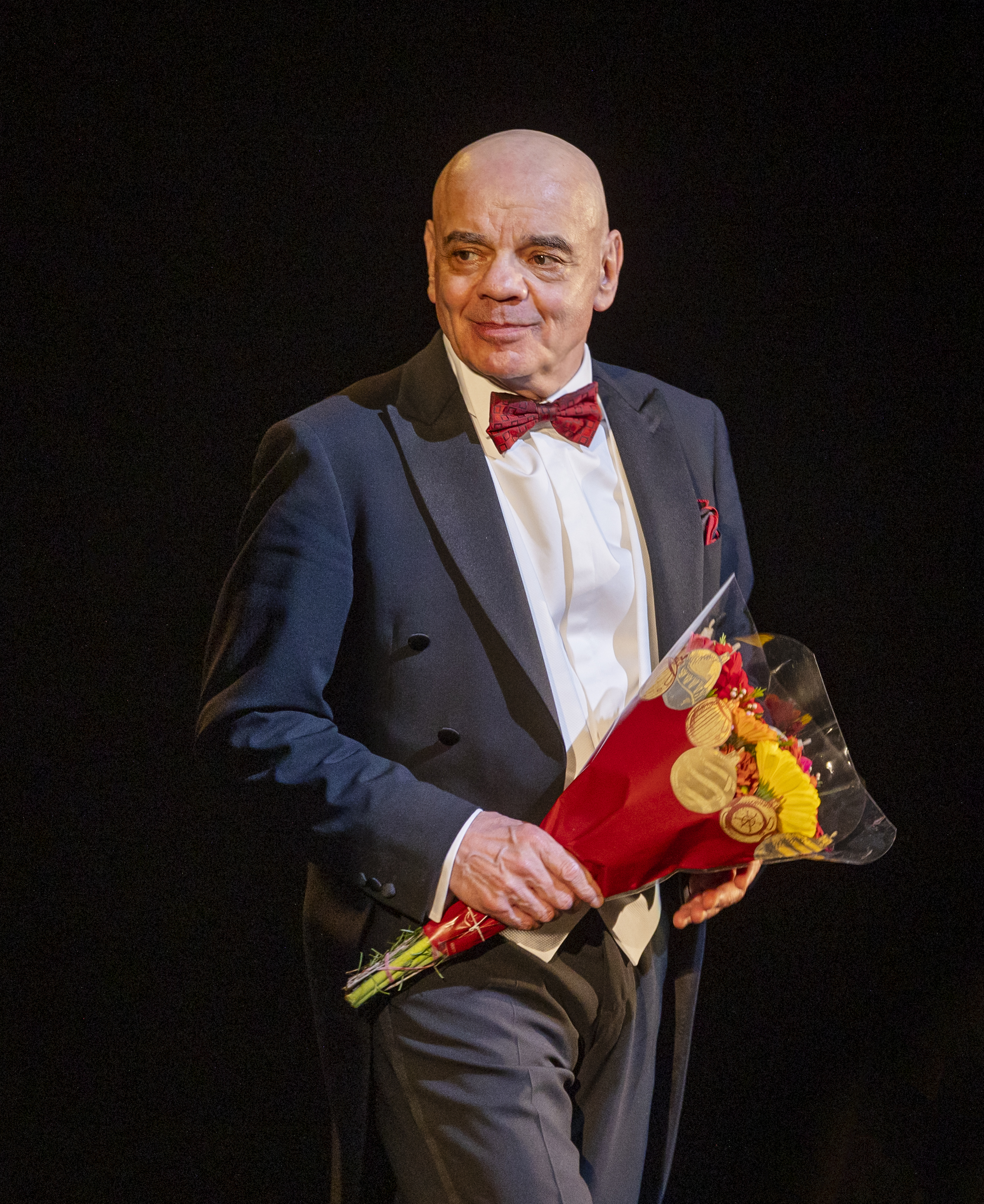
Константин Райкин. Выступление в Израиле. 2023

В 2012 году была основана Автономная некоммерческая организация высшего образования «Высшая школа сценических искусств» (Театральная школа Константина Райкина). Констанитин Райкин является художественным руководителем школы. В 2013 году впервые был проведён набор 30 студентов на актёрский факультет школы (декан — Елена Бутенко-Райкина). Уволен с поста художественного руководителя АНО «Высшая школа сценических искусств» 12 апреля 2022 года.
В мае 2023 года Райкин был назначен ректором Высшей школы сценических искусств, сохраняя за собой должность художественного руководителя учебного заведения.

### Общественная позиция
В апреле 2000 года подписал письмо в поддержку политики недавно избранного президента России Владимира Путина в Чечне.
7 сентября 2004 года принял участие в митинге «Россия против террора» на Васильевском спуске, организованном при участии Московской федерации профсоюзов после теракта в Беслане.
24 октября 2016 года Константин Райкин в выступлении на съезде «Союза театральных деятелей России» начал полемику о цензуре творчества в России, которая вызвала бурное общественное обсуждение. В 12-минутной речи Райкин коснулся участившихся нападок активистов на выставки и спектакли. В частности, он упомянул о закрытии ряда спектаклей и выставок, в том числе рок-спектакля «Иисус Христос — суперзвезда», что охарактеризовал как «наезды на искусство и театр». В этой связи Райкин осудил вмешательство государства и провластных общественных организаций в культурную жизнь страны, призвал «не делать вид, что власть — это единственный носитель нравственности и морали». По словам режиссёра, общественные организации и «группы оскорблённых граждан», которые пытаются отменять театральные постановки и «обливают мочой картины на выставках», заменяют собой общественное мнение, прикрываясь понятиями «Родина», «духовность», «нравственность», и призвал сообщество театральных деятелей к «цеховой солидарности», когда нужно объединиться и вместе «дать отпор» подобным посягательствам. По оценке Райкина, в Россию возвращается позорная цензура сталинского времени.
Анализируя речь режиссёра, Gazeta.ru высказала предположение, что энергичное выступление Райкина, действительно отражающее российские реалии, отчасти могло быть связано и с финансовыми проблемами театра «Сатирикон», не получающего должной поддержки от Министерства культуры РФ. Вникая в причины, почему Райкин на съезде СТД произнёс столь бескомпромиссную речь о цензуре, Lenta.ru обратила внимание на острейшую проблему с финансами в театре «Сатирикон»: в то время как основное здание ремонтируется, труппа играет спектакли на съёмной площадке, а арендная плата за чужую площадку поглощает все финансовые ресурсы театра Райкина, из-за чего творческому коллективу не хватает денег на выпуск премьер. В этой ситуации, отмечает издание, «Сатирикону», чтобы творчески развиваться, необходима государственная помощь, о чём Райкин неоднократно ранее говорил.
В числе деятелей культуры, поддержавших резонансное выступление Райкина, оказались Михаил Пиотровский, Марк Захаров, Евгений Писарев, Сергей Безруков, Андрей Звягинцев, Владимир Познер, Олег Табаков, Евгений Миронов, Армен Джигарханян и другие. Несогласие с Райкиным и непонимание, в чём того ущемили, выразил Никита Михалков. Пресс-секретарь президента РФ Дмитрий Песков возразил, что цензуру не следует путать с «заказом государства», в интересах которого распоряжаются бюджетными деньгами чиновники. По мнению министра культуры РФ Владимира Мединского, цензуры в России нет, а за спорами о ней кроются финансовые, творческие и семейные проблемы деятелей искусства. Выражая удивление словами Райкина, заместитель министра культуры РФ Александр Журавский подчеркнул, что «за последние два года в театре под руководством Райкина стало выходить меньше премьер, а заполняемость зала в среднем составляет 50 процентов».
27 октября 2016 года состоялся телефонный разговор Райкина и Мединского, в ходе которого режиссёр подтвердил всё сказанное по вопросам цензуры и творческих проблем, которые возникли у театра «Сатирикон» в результате государственного недофинансирования, при этом отказался связывать общую ситуацию с цензурой творчества в России с проблемами в театре «Сатирикон». 9 ноября 2016 года Райкин принял участие в обсуждении поднятых им проблем наступления морализаторства и цензуры творчества в России на встрече деятелей культуры, художественных руководителей крупнейших театров Москвы и Санкт-Петербурга в Кремле, у первого заместителя главы администрации президента РФ Сергея Кириенко. Поднятая Райкиным тема нашла отражение в послании президента Путина к Федеральному Собранию 1 декабря 2016 года и в выступлении на следующий день главы государства на встрече с деятелями культуры в Санкт-Петербурге.
В декабре 2016 года Ассоциация театральных критиков назвала Константина Райкина «Человеком года» с формулировкой «за смелость и бескомпромиссность в отстаивании свободы творчества».
В ноябре 2017 года Константин Райкин обратился к властям России с требованием «урезонить» министра культуры Российской Федерации Владимира Мединского, который, по мнению Райкина, мстит театру «Сатирикон» за направленную против цензуры речь о «наездах на искусство». Вскоре после этого обращения президент Российской Федерации Владимир Путин своим указом выделил театру «Сатирикон» президентский грант в области культуры и искусства в сумме не менее полученных театром Райкина в 2015 году 191,6 млн рублей. Согласно разъяснению пресс-секретаря президента РФ Дмитрия Пескова, этот грант связан с плачевным финансовым состоянием театра «Сатирикон», а его выделение не следует рассматривать как поддержку Путиным Райкина в его конфликте с министерством культуры РФ.
В 2014 году Райкин поддержал аннексию Крыма. Так, летом 2014 года в интервью информагентству «Амур.инфо» Райкин, отметив, что не подписывал «мерзкого» письма по поводу Украины, риторически спросил корреспондента: «Думаете, я в какой-то части своей натуры не радуюсь, что Крым стал теперь российский? Да радуюсь, конечно!».
17 ноября 2017 года на концерте в Одессе Константин Райкин под давлением местных активистов молодёжи во главе с бывшим деятелем одесского Правого сектора Сергеем Стерненко, ворвавшихся в зрительный зал и выкрикивавших вопрос о принадлежности Крыма, ушёл со сцены за кулисы. Полиция бездействовала. В результате концерт был сорван. Активисты объяснили свою акцию тем, что Райкин поддержал аннексию Крыма Россией. В марте 2018 года Райкин попал в базу «Миротворец» так как он «сознательно нарушал государственную границу Украины с целью проникновения в оккупированный российскими захватчиками украинский Крым»
26 февраля 2022 года, после вторжения России на Украину, подписал антивоенное письмо российских деятелей культуры с призывом остановить войну против Украины.

### Личная жизнь
Первая супруга — Елена Курицына, студентка.
Вторая супруга — Алагез Салахова (1953—2023), внучка артистки Тамары Ханум и дочь народного художника СССР (1973) Таира Салахова.
Третья супруга — Елена Бутенко (род. 1959), актриса театра «Сатирикон», декан актёрского факультета, профессор кафедры актёрского мастерства и режиссуры Высшей школы сценических искусств, заслуженная артистка РФ (2003). Дочь — Полина Райкина (род. 1988), актриса Театра имени К. С. Станиславского, с 2011г. Актриса Театра «Сатирикон», Доцент  кафедры актёрского мастерства и режиссуры Высшей школы сценических искусств.

## Работы

### Театр
Режиссёрские работы
«Московский театр-студия под руководством Олега Табакова»
- «Пирог», Крылов И. А.
- «Прощай, Маугли», Киплинг Р.
- «Прищучил», Бари Киф

«Ленинградский театр миниатюр» под руководством Аркадия Райкина
- «Мир дому твоему», Альтов С. — совместно с А. Райкиным
- «Давай, Артист!» (авторский спектакль)
- «Что наша жизнь?!», Арканов А. — совместно с В.Поглазовым и А. Морозовым

Российский государственный театр «Сатирикон» имени Аркадия Райкина
- «Геркулес и Авгиевы конюшни» Ф. Дюрренматта
- «Маугли» Р. Киплинга
- «Такие свободные бабочки» Л. Герша
- «Ромео и Джульетта» (версия 1995 года) У. Шекспира
- «Кьоджинские перепалки» К. Гольдони
- «Квартет» (по одноактным пьесам Мольера)
- «Шантеклер» Э. Ростана
- «Доходное место» А. Островского
- «Страна любви» («Снегурочка» А. Островского)
- «Азбука Артиста»
- «Смешные деньги» Р. Куни
- «Королева красоты» М. Макдонаха
- «Сиротливый Запад» М. Макдонаха
- «Синее чудовище» К. Гоцци
- «Тополя и ветер» Ж. Сиблейраса
- «Деньги» («Не было ни гроша, да вдруг алтын» А. Островского)
- «Ромео и Джульетта» У. Шекспира (версия 2012 года)
- «Своим голосом» (авторский спектакль)
- «Лондон-шоу» («Пигмалион» Б. Шоу)
- «Кухня» Уэскера
- «Однорукий из Спокана» М. Макдонаха
- «Все оттенки голубого» В. Зайцева
- «Лекарь поневоле» Мольера
- «Ваня и Соня и Маша и Гвоздь» К. Дюранга
- «Всем, кого касается» Даны Сидерос
- «Плутни Скапена» Ж. Б. Мольера

«Гроза» А. Островского
»Четыре тирана» К. Гольдони
»Сирано де Бержерак» Э. Ростана

Учебный театр Школы-студии МХАТ
- «Будущие лётчики» (Класс-концерт)
- «У нас в Камергерском» (Класс-концерт)

Учебный театр Высшей школы сценических искусств
- « ДомМарРощенное» (Класс-концерт)

Роли
Роли в дипломных спектаклях
- «Нос» Гоголя Н. — Майор Ковалёв
- «Пышка» Мопассана Г. — Люазо
- «Золотой мальчик» — Одетс К. — Джо Бонапарте
- «Бабьи сплетни» Гольдони К. — Лелио Арденти

Московский театр «Современник»
- 1971 — «Валентин и Валентина» М. Рощина; режиссёр В. Фокин — Валентин[57]
- 1973 — «Балалайкин и К°» С. Михалкова по М. Салтыкову-Щедрину; режиссёр Г. Товстоногов — лжесвидетели, полицейские, лакеи; Балалайкин (с 1977 г.)
- 1974 — «Из записок Лопатина» К. Симонова; режиссёр И. Райхельгауз — Гурский
- 1975 — «Вечно живые» Виктора Розова; постановка О. Ефремова, режиссёр Г. Волчек — Володя
- 1975 — «Двенадцатая ночь» У. Шекспира; режиссёр Питер Джеймс — Сэр Эндрю Эгьючик
- 1976 — «Вишнёвый сад» А. Чехова; постановка Галины Волчек — Епиходов
- 1976 — «И пойду! И пойду!» Ю. Карякина по Ф. Достоевскому («Записки из подполья», «Сон смешного человека»); режиссёр В. Фокин — Подпольный. (Репитиционный зал театра «Современник»)
- 1977 — «А поутру они проснулись» Василия Шукшина; режиссёр И. Райхельгауз, руководитель постановки Г. Волчек — Очкарик
- 1977 — «Фантазии Фарятьева» Аллы Соколовой; режиссёр Лилия Толмачёва — Фарятьев
- 1977 — «Монумент» Э. Ветемаа; режиссёр В. Фокин — Свен Вооре
- 1978 «Этюды по Гамлету» У. Шекспира; Режиссёр В. Фокин — Гамлет. (Экспериментальная работа в репитиционном зале театра «Современник»)
- 1980 — «Мы не увидимся с тобой» К. Симонова; режиссёр В. Фокин — Гурский
- 1980 — «Лорензаччо» А. де Мюссе; режиссёр В. Фокин — Лорензаччо
- 1981 — «Кабала святош» М. Бугакова; постановка Игоря Кваши — Бутон
- «Свой остров» Раймонда Каугвера — Хомо
- «Как брат брату» Дэвида Рейба — Дэвид
- «Большевики» Михаила Шатрова — Загорский
- «Белоснежка и семь гномов» Льва Устинова и Олега Табакова — Гном Среда

Государственный театр миниатюр
- «Его Величество Театр» — монолог
- «Лица» М. Мишина — главная роль
- «Что наша жизнь?» А. Арканова — Актёр
- «Давай, артист!..» (моноспектакль) — Артист
- «Мир дому твоему» С. Альтова — несколько ролей

Театр Антона Чехова
- 1990 — «Там же, тогда же…» Бернарда Слейда; режиссёр Л. Трушкин — Джордж

Российский государственный театр «Сатирикон» имени Аркадия Райкина
- 1988 — «Служанки» Ж. Жене; режиссёр Р. Виктюк — Соланж (Приз «За виртуозность актёрской игры» на фестивале БИТЕФ, 1990)
- 1992 — «Сирано де Бержерак» Э. Ростана; режиссёр Л. Трушкин — Сирано (совместно с Театром Антона Чехова)
- 1993 — «Шоу-Сатирикон» (спектакль — концерт) — монолог
- 1994 — «Великолепный рогоносец (Тот, кого она любит)» Ф. Кроммелинка; режиссёр П. Фоменко — Брюно
- 1995 — «Превращение» Ф. Кафки; режиссёр В. Фокин — Грегор Замза (совместно с Центром им. Вс. Мейерхольда)
- 1996 — «Трёхгрошовая опера» Б. Брехта; режиссёр В. Машков — Мэкки-Нож
- 1998 — «Жак и его господин» М. Кундера; режиссёр Е. Невежина — Жак
- 1998 — «Гамлет» У. Шекспира; режиссёр Р. Стуруа — Гамлет
- 2000 — «Контрабас» П. Зюскинда; режиссёр Елена Невежина
- 2002 — «Синьор Тодеро хозяин» К. Гольдони; режиссёр Р. Стуруа — Тодеро
- 2004 — «Ричард III» У. Шекспира; режиссёр Ю. Бутусов — Ричард III
- 2005 — «Косметика врага» А. Нотомб; режиссёр Р. Козак — Текстор Тексель
- 2006 — «Король Лир» У. Шекспира; режиссёр Ю. Бутусов — Лир
- 2008 — «Не всё коту масленица» А. Островского; режиссёры А. Покровская и Сергей Шенталинский — Ермила Зотыч Ахов
- 2010 — «Константин Райкин. Вечер с Достоевским» Ф. Достоевского; режиссёр В. Фокин — Подпольный
- 2011 — «Маленькие Трагедии Пушкина» А. Пушкина; режиссёр В. Рыжаков
- 2012 — «Своим голосом» — спектакль-монолог
- 2015 — «Человек из ресторана» И. Шмелева, режиссёр Е. Перегудов, роль — Скороходов
- 2019 — «Шутники» А. Островского, режиссёр Е. Марчелли, роль — Павел Прохорович
- 2018—«Дон Жуан» Мольера, режиссёр Е. Перегудов, роль Сганареля
- 2022—«Р» Дурненкова, режиссёр Ю. Бутусов, роль Хлестакова

### Фильмография
Художественное кино
- 1969 — Завтра, третьего апреля… — шутник-старшеклассник возле школы
- 1972 — Командир счастливой «Щуки» — Булкин, кок Щ-721
- 1973 — Много шума из ничего — Бенедикт
- 1974 — Свой среди чужих, чужой среди своих — Каюм, татарин
- 1975 — Ольга Сергеевна — Пилипенко
- 1976 — Труффальдино из Бергамо — Труффальдино, слуга двух господ (вокал — Михаил Боярский)
- 1987 — Остров погибших кораблей — Шолом-Трепач
- 1989 — Руанская дева по прозвищу Пышка — торговец (вокал — Михаил Пахманов)
- 1989 — Комедия о Лисистрате — Кинесий
- 1991 — Тень, или Может быть, всё обойдётся — Христиан-Теодор, учёный / Теодор-Христиан, тень
- 1993 — Русский регтайм — Махмуд
- 1993 — Стреляющие ангелы — Люцифер
- 1994 — Простодушный — священник
- 2002 — Неудача Пуаро — Эркюль Пуаро, сыщик

Телеспектакли
- 1971 — Клоун — Славик, артист цирка
- 1971 — Малыш и Карлсон, который живёт на крыше — Пелле, приятель Бетан
- 1973 — Балалайкин и К° — эпизод с подносом
- 1974 — Ночь ошибок — Тони, сын миссис Хардкестль
- 1977 — Из записок Лопатина — Гурский
- 1981 — Мы не увидимся с тобой — Гурский
- 1996 — Двадцать минут с ангелом — Ступак

Документальное кино
- 2006 — Чуковский. «Запрещённые сказки» (реж. Татьяна Архипцова)
- 2009 — Чапаев — «Чапай с нами» (реж. Олег Папа, Евгения Егорова)
- 2010 — Олег Табаков. «Зажигающий звёзды» (реж. Александр Мохов)
- 2010 — Константин Райкин. «Один на один со зрителем» (реж. Сергей Урсуляк)
- 2010 — «А я смогу! А я упрямый!» — Константин Райкин («ТВ Центр»)
- 2010 — «Константин Райкин. „Театр строгого режима“» («Первый канал»)[58][59]

Анимационное кино
- 1979 — Олимпийский характер
- 1995 — Кот в сапогах — Иван Карабасов
- 1997 — Чуча — Чуча / старушка на катке
- 2001 — Чуча-2 — Чуча
- 2004 — Чуча-3 — Чуча
- 2010 — Гадкий утёнок — Червяк
- 2017 — Гурвинек: Волшебная игра — Бастор

## Признание и награды
Государственные награды:
- 1985 — Заслуженный артист РСФСР

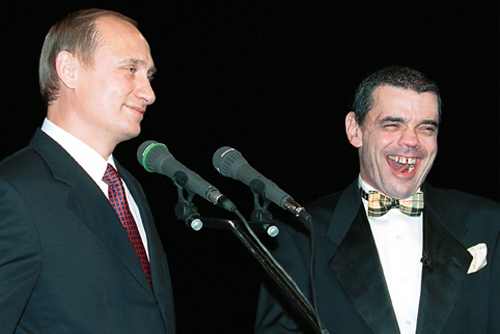
Путин и Райкин

- 8 декабря 1992 — Народный артист Российской Федерации — за большие заслуги в области театрального искусства[60]
- 27 мая 1996 — Государственная премия Российской Федерации в области литературы и искусства — за выдающееся исполнение ролей классического репертуара: Брюно в спектакле театра «Сатирикон» имени Аркадия Райкина «Великолепный рогоносец» по пьесе Ф. Кроммелинка[61]
- 8 июля 2000 — Орден «За заслуги перед Отечеством» IV степени — за большой вклад в развитие театрального искусства[62]
- 5 июня 2003 — Государственная премия Российской Федерации в области литературы и искусства — за роли в спектаклях Российского государственного театра «Сатирикон» имени А. И. Райкина «Контрабас» по пьесе П.Зюскинда, «Синьор Тодеро Хозяин» по пьесе К.Гольдони[63]
- 8 июля 2010 — Орден «За заслуги перед Отечеством» III степени — за большой вклад в развитие отечественного театрального искусства и многолетнюю творческую деятельность[64]

Другие награды, премии, поощрения и общественное признание:
- 1975 — член Союза театральных деятелей России
- 1990 — приз «За виртуозность актёрской игры» (фестиваль БИТЕФ)
- 1995 — премия «Хрустальная Турандот»
- 1995 — национальная театральная премия Союза театральных деятелей Российской Федерации «Золотая маска»
- 1998 — международная премия К. С. Станиславского
- 2000 — национальная театральная премия Союза театральных деятелей Российской Федерации «Золотая маска»
- 2000 — Хрустальная сова телевизионного клуба «Что? Где? Когда?» за лучшую музыкальную паузу на протяжении 25 лет существования телеигры[65]
- 2003 — национальная театральная премия Союза театральных деятелей Российской Федерации «Золотая маска»
- 2004 — Театральная премия «Чайка» в номинации «Маска Зорро» за роль Ричарда III в Сатириконе
- 2008 — национальная театральная премия «Золотая маска» за лучшую мужскую роль в спектакле «Король Лир»[66]
- 2008 — лауреат премии «Триумф»[67].
- 7 ноября 2011 — премия имени Георгия Товстоногова «За выдающийся вклад в развитие театрального искусства».